# Phyllophaga hondurasana
Phyllophaga hondurasana är en skalbaggsart som beskrevs av Moser 1921. Phyllophaga hondurasana ingår i släktet Phyllophaga och familjen Melolonthidae. Inga underarter finns listade i Catalogue of Life.